# Forța Navală a Mării Negre
Forța Navală a Mării Negre (cunoscută și sub denumirea de blackseafor sau Black Sea Naval Cooperation Task Group) este un program de cooperare navală la Marea Neagră, instituit în 2001 la inițiativa Turciei, cu participarea Bulgariei, României, Ucrainei, Rusiei și Georgiei.

## Istoric
Scopul inițial al blackseafor a fost „promovarea în cooperare a securității și stabilității în zona maritimă a Mării Negre și nu numai, consolidarea prieteniei și a relațiilor bune de vecinătate între statele regionale și creșterea interoperabilității între forțele navale ale acestor state”.
Blackseafor a efectuat mai multe exerciții navale comune de la formarea sa, însă a fost suspendat de mai multe ori. Războiul ruso-georgian din 2008 a determinat Georgia să-și suspende implicarea în exerciții blackseafor și Rusia să refuze să participe la exerciții care implică Georgia. Parteneriatul a fost suspendat efectiv în 2014, în urma tulburărilor din Ucraina. În 2015, după ce un avion rus a fost doborât de forțele turcești, Rusia și-a suspendat acordul de forță blackseafor.

## Vezi și
- Operation Black Sea Harmony
- Convenția de la Montreux din 1936 care reglementează trecerea navelor militare în Marea Neagră
- Organizația de Cooperare Economică la Marea Neagră
- Operation Active Endeavour